# Deperdita
La documentación deperdita (en singular: deperditum, del latín deperdere = perder, renunciar) es, en el mundo de la investigación histórica, una documentación extraviada, que no se ha preservado o que se ha destruido, pero sobre cuya existencia se tiene noticias por referencias en otras fuentes.

## Contexto histórico
Este término «se ha utilizado en la descripción de archivos y catalogación de bibliotecas desde el medievo hasta el siglo XIX, pues en el conjunto de los especialistas de la heurística se valoraba mucho dejar constancia de las fuentes perdidas en las ediciones y publicaciones.»
En diplomática, el término deperdita, o acta deperdita, se utiliza desde mediados del siglo XIX. El contenido de un documento extraviado generalmente puede obtenerse de dos tipos de fuentes: fuentes narrativas (como obras históricas) y documentos publicados posteriormente que hacen referencia a documentos anteriores. En ambos casos, sin embargo, el problema fundamental sigue siendo que no siempre es seguro si los documentos a que se hace referencia son auténticos o tal vez pudieron ser falsificados.
El método de usar fuentes supervivientes para inferir el contenido de documentos perdidos se aplicó por primera vez a principios de la Edad Media, específicamente en los períodos merovingio y carolingio. Se descubrió que varios documentos emitidos en ese momento se han perdido desde entonces.

## Renovación o copia de un documento
En el mundo de la Paleografía y Diplomática básicamente se hablan de dos grupos: los documentos originales y las copias. Sin embargo, Alain de Boüard, en su Manuel de diplomatique française et pontificale (1929) ya intercalaba categorías intermedias entre ambos grupos incluyendo «ampliaciones, renovaciones, inserciones, confirmaciones y vidimus.
La Comisión Internacional de Diplomática definía la renovación de un documento como la sustitución del documento original (habitualmente perdido) con otro documento elaborado en fecha posterior a la emisión del original aunque realizada tal sustitución respetando los requisitos legales necesarios.
En esta línea, el paleógrafo italiano Cesare Paoli, a principios del siglo XX, clasificaba en esta categoría de renovaciones las acta deperdita. Sin embargo, Arthur Giry las califica de copias, de actes récrits, y los pone bajo sospecha, como posibles falsedades, especialmente si incluyen anacronismos o cláusulas que no contenían los originales.  Por último, Alessandro Pratesi califica estas renovaciones como copias auténticas.

## Valoración y crítica
Sin embargo, en la tradición investigadora germana, a diferencia de la francesa, los autores se mostraban inicialmente mucho más escéptica sobre el valor de este método, aunque investigadores destacados como Edmund E. Stengel la defendieron. En cambio, Paul Kehr, entre otros, hizo hincapié en la crítica externa de los documentos, lo que por supuesto no es posible con deperdita; También asumió erróneamente que la mayoría de las cartas reales se habían conservado.
La actitud escéptica en la investigación alemana cambió fundamentalmente en el período de posguerra, cuando Theodor Schieffer, por ejemplo, publicó nuevas ediciones de fuentes que tomaron en cuenta deperdita. Los deperdita actualmente se han incluido en varias ediciones de los Monumenta Germaniae Historica (MGH), proporcionando a los investigadores información adicional. Se pone de manifiesto la importancia que tiene la cuestión de las casualidades y coincidencias de transmisión, también en lo que respecta a las cartas reales.
Theo Kölzer también ha impulsado la creación de una base de datos cuyo objetivo sería complementar los diplomas de los MGH de los períodos carolingio y otoniano. Allí se recopila toda la información disponible, que va más allá del contenido de los volúmenes impresos de los MGH.

## Ejemplo
Durante la guerra de la Independencia española se detruyeron muchos manuscritos. Uno de ellos, el cartulario de Astorga, del siglo XIII, había sido objeto de una buena descripción unos años antes, en el siglo XVIII, gracias a las notas realizadas por fray Francisco Méndez que estaba colaborando con el Padre Manuel Risco en la redacción de su obra la España Sagrada.